# Avstrijsko-pruska vojna
Avstrijsko-pruska vojna (tudi sedemtedenska vojna, nemška državljanska vojna, bratska vojna, nemška vojna) je bila vojna med Avstrijskim cesarstvom in njegovimi nemškimi zavezniki ter Prusijo in njenimi nemškimi zavezniki leta 1866.
Prusija je v vojni zmagala in tako postala najmočnejša sila med nemškimi državami.